# Kalpa (Véda)
Pour les articles homonymes, voir Kalpa.
Kalpa est un terme de l'hindouisme qui pris dans le contexte des Védas, est l'art de maîtriser les rituels religieux en détail. Le Kalpa fait partie des Védangas: les six arts et sciences annexes à ces textes. Pour le brahmane du sous-continent indien, vivant avant notre époque contemporaine, tous ces arts étaient importants et lui étaient enseignés. L'astrologie était une de ces sciences à titre d'exemple.